# Miguel Cabello
Miguel Ángel Cabello Almada (ur. 4 września 1965 w Piribebuy) – paragwajski duchowny katolicki, biskup Concepción w latach 2013–2024, biskup Villarrica del Espíritu Santo (od 2025). 

## Życiorys
Święcenia kapłańskie otrzymał 15 września 1991 i został inkardynowany do diecezji Caacupé. Był m.in. wychowawcą propedeutycznej części seminarium w Villarica, wikariuszem biskupim ds. duszpasterskich oraz ojcem duchownym seminarium w Caacupé.
11 lipca 2013 papież Franciszek mianował go biskupem ordynariuszem diecezji Concepción. Sakry biskupiej udzielił mu 15 września 2013 biskup Claudio Giménez.  
5 grudnia 2024 ten sam papież mianował go biskupem ordynariuszem diecezji Villarrica del Espíritu Santo. 